# 미주리 폭스 트로터
미주리 폭스 트로터(Missouri Fox Trotter)는 미국 미주리주에서 유래한 말 품종이다. 이 품종은 19세기 초 오자크 산맥의 정착민들에 의해 개발되었으며, 빠른 속도로 목우마 능력, 체력, 부드러운 걸음걸이로 높이 평가되는 보행 품종으로 발전했다. 이는 대각선 쌍의 앞발이 뒷발보다 먼저 착지하는 네 박자의 불규칙한 대각선 보행인 "여우 속보"로 알려진 앰블링 보법을 수행하여 정지 순간을 제거하고 부드러움을 높인다. 주요 품종 등록은 1948년에 시작되었으며 2012년 현재 거의 100,000마리의 말이 등록되어 있다. 유럽 등록은 1992년에 시작되었으며 2009년 현재 유럽에 거주하는 약 600마리의 폭스 트로터를 인정한다. 2006년에 원래의 역사적인 유형의 보존에 초점을 맞춘 소규모 등록이 미국에서 시작되었다. 폭스 트로터는 중간 크기의 근육질 품종으로 주로 산길 승마와 목장 작업에 쓰인다.